# Rolea B'ier
Rolea B'ier är ett distrikt i Kambodja.   Det ligger i provinsen Kampong Chhnang, i den centrala delen av landet, 80 km norr om huvudstaden Phnom Penh. Antalet invånare är 81 134.